# Élections générales irlandaises de 1922
L’élection générale irlandaise de 1922 s'est tenue le 16 juin 1922. 128 députés sont élus et siègent au Dáil Éireann.

## Mode de scrutin
Les élections générales irlandaises se tiennent suivant un scrutin proportionnel plurinominal avec scrutin à vote unique transférable. En effet, le Ceann Comhairle, qui préside le Dáil Éireann, est automatiquement réélu, conformément à l'article 16, alinéa 6, de la Constitution.

## Résultats

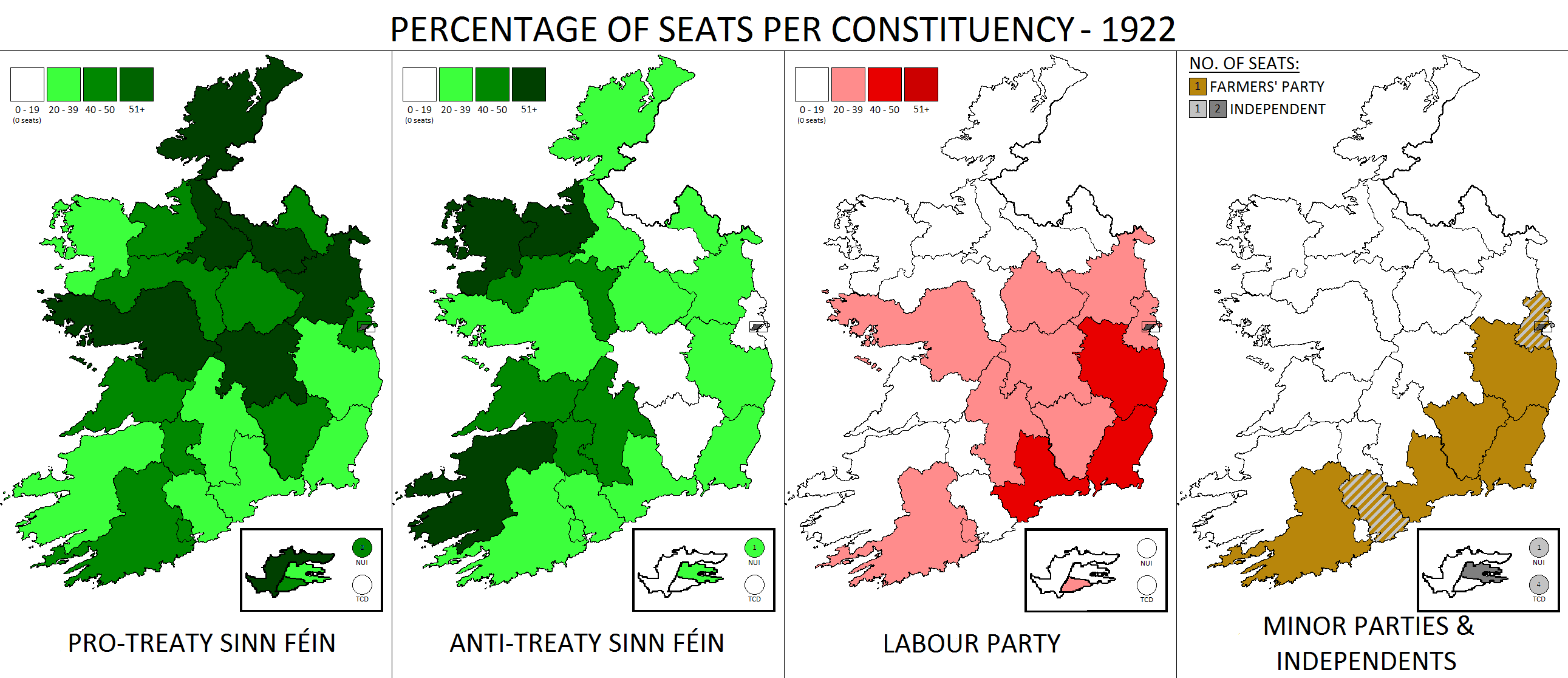
Résultats par circonscription

| Parti                | Parti                         | Leader               | Voix      | %      | Sièges | % du Dáil |
| -------------------- | ----------------------------- | -------------------- | --------- | ------ | ------ | --------- |
|                      | Sinn Féin (pro-traité)        | Michael Collins      | 239 195   | 38,5 % | 58     | 45,3      |
|                      | Sinn Féin (anti-traité)       | Éamon de Valera      | 135 310   | 21,8 % | 36     | 28,1      |
|                      | Parti travailliste            | Thomas Johnson       | 132 565   | 21,3 % | 17     | 13,3      |
|                      | Parti des agriculteurs        | Denis Gorey          | 48 718    | 7,8 %  | 7      | 5,5       |
|                      | Parti des hommes d'affaires   |                      | 14 542    | 2,3 %  | 1      | 0,8       |
|                      | Association des contribuables |                      | 2 617     | 0,4 %  | 0      | 0         |
|                      | Indépendants                  | Indépendants         | 48 638    | 7,8 %  | 9      | 7,0       |
| Votes blancs et nuls | Votes blancs et nuls          | Votes blancs et nuls | 19 684    |        |        |           |
| Total                | Total                         | Total                | 641 271   | 100 %  | 128    | 100       |
| Participation        | Participation                 | Participation        | 1 430 104 | 62,5 % |        |           |